# Лиственка (Псковская область)
Лиственка — деревня в Карамышевской волости Псковского района Псковской области России.
Расположена в 23 км к северо-востоку от села Карамышево и в 55 км к востоку от центра города Пскова.
Численность населения деревни по состоянию на 2000 год составляла 2 человека.
До 1 января  2010 года деревня входила в состав ныне упразднённой Большезагорской волости.